# Vimy
Cet article possède un paronyme, voir Vimont.
Pour les articles homonymes, voir Vimy (homonymie).
Vimy est une commune française située dans le département du Pas-de-Calais en région Hauts-de-France.
Elle fait partie de la communauté d'agglomération de Lens-Liévin qui regroupe 36 communes et compte 242 587 habitants en 2021.
C'est un haut-lieu des batailles de la Première Guerre mondiale.
Elle est traversée par la RN 17 qui relie Arras et Lens.

## Géographie

### Localisation
Localisée dans le sud-est du département du Pas-de-Calais, Vimy est une commune située, à vol d'oiseau, à 7 km au sud de la commune de Lens (aire d'attraction et chef-lieu d'arrondissement) et à 9 km au nord de la commune d'Arras. Son plateau domine le bassin minier, tandis que la partie basse de la ville est située dans la plaine de la Gohelle, qui s'étend au pied de la crête de Vimy.
Le territoire de la commune est limitrophe de ceux de huit communes.
Les communes limitrophes sont Avion, Willerval, Arleux-en-Gohelle, Farbus, Givenchy-en-Gohelle, Méricourt, Neuville-Saint-Vaast et Thélus.

### Géologie et relief
La superficie de la commune est de 11,33 km2 ; son altitude varie de 49  à   146 mètres.
La côte de Vimy correspond à une faille (la faille de Marqueffles) qui a abaissé les terrains crayeux du nord par rapport à des terrains de même nature au sud. Les terrains, sensibles à l'érosion, ont donc connu cette perturbation récemment (à l'échelle des temps géologiques).

### Hydrographie

#### Réseau hydrographique
La commune est située dans le bassin Artois-Picardie. Elle est drainée par la Cité des Mines,,.

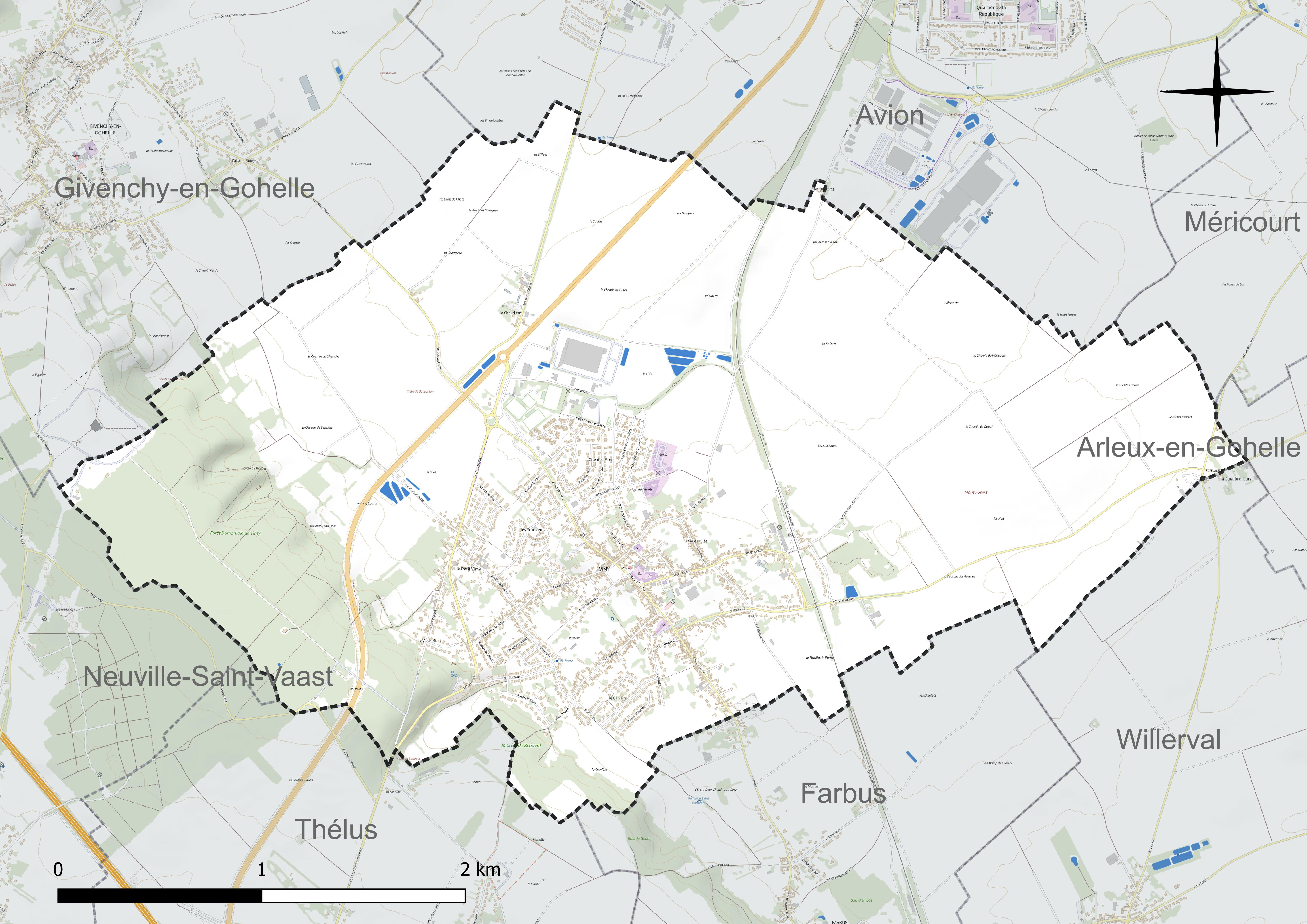
Réseau hydrographique de Vimy.

#### Gestion et qualité des eaux
Le territoire communal est couvert par le schéma d'aménagement et de gestion des eaux (SAGE) « Marque Deûle ». Ce document de planification concerne un territoire de 1 120 km2 de superficie, délimité par les bassins versants de la Marque et de la Deûle, formant une vaste cuvette sédimentaire de 40 km de long et de 25 km de large, où la pente est très faible. Le périmètre a été arrêté le 2 décembre 2005 et le SAGE proprement dit a été approuvé le 9 mars 2020. La structure porteuse de l'élaboration et de la mise en œuvre est la Métropole européenne de Lille.
La qualité des cours d'eau peut être consultée sur un site dédié géré par les agences de l'eau et l'Agence française pour la biodiversité.

### Climat
Pour des articles plus généraux, voir Climat des Hauts-de-France et Climat du Nord-Pas-de-Calais.
En 2010, le climat de la commune est de type climat océanique dégradé des plaines du Centre et du Nord, selon une étude du CNRS s'appuyant sur une série de données couvrant la période 1971-2000. En 2020, Météo-France publie une typologie des climats de la France métropolitaine dans laquelle la commune est exposée à un climat océanique et est dans la région climatique Nord-est du bassin Parisien, caractérisée par un ensoleillement médiocre, une pluviométrie moyenne régulièrement répartie au cours de l'année et un hiver froid (3 °C).
Pour la période 1971-2000, la température annuelle moyenne est de 10,3 °C, avec une amplitude thermique annuelle de 14,2 °C. Le cumul annuel moyen de précipitations est de 729 mm, avec 12,7 jours de précipitations en janvier et 9 jours en juillet. Pour la période 1991-2020, la température moyenne annuelle observée sur la station météorologique la plus proche, située sur la commune de Wancourt à 14 km à vol d'oiseau, est de 10,8 °C et le cumul annuel moyen de précipitations est de 711,4 mm,. Pour l'avenir, les paramètres climatiques de la commune estimés pour 2050 selon différents scénarios d'émission de gaz à effet de serre sont consultables sur un site dédié publié par Météo-France en novembre 2022.

### Milieux naturels et biodiversité

#### Zone naturelle d'intérêt écologique, faunistique et floristique
L'inventaire des zones naturelles d'intérêt écologique, faunistique et floristique (ZNIEFF) a pour objectif de réaliser une couverture des zones les plus intéressantes sur le plan écologique, essentiellement dans la perspective d'améliorer la connaissance du patrimoine naturel national et de fournir aux différents décideurs un outil d'aide à la prise en compte de l'environnement dans l'aménagement du territoire.
Le territoire communal comprend une ZNIEFF de type 1 : la forêt domaniale de Vimy, le coteau boisé de Farbus et le bois de l'Abîme. Ce site présente de nombreux boisements et des points de vue sur la plaine de la Gohelle et le bassin minier. Plusieurs vestiges de la Première Guerre mondiale, comme les trous de bombes et les tranchées, sont encore visibles.

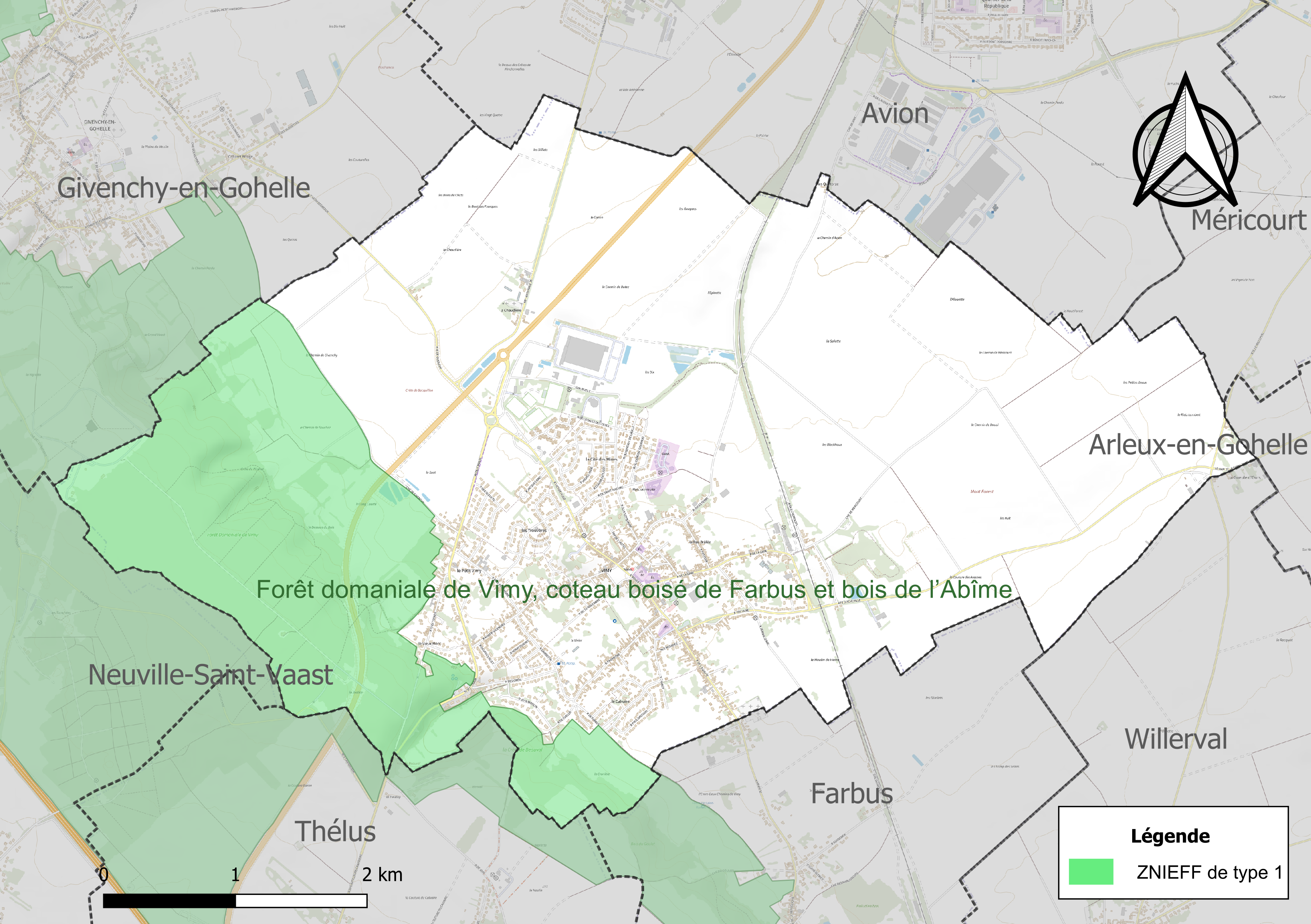
Carte de la ZNIEFF sur la commune.

## Urbanisme

### Typologie
Au 1er janvier 2024, Vimy est catégorisée ceinture urbaine, selon la nouvelle grille communale de densité à sept niveaux définie par l'Insee en 2022.
Elle appartient à l'unité urbaine de Vimy, une unité urbaine monocommunale constituant une ville isolée,. Par ailleurs la commune fait partie de l'aire d'attraction de Lens - Liévin, dont elle est une commune de la couronne,. Cette aire, qui regroupe 50 communes, est catégorisée dans les aires de 200 000 à moins de 700 000 habitants,.

### Occupation des sols
L'occupation des sols de la commune, telle qu'elle ressort de la base de données européenne d'occupation biophysique des sols Corine Land Cover (CLC), est marquée par l'importance des territoires agricoles (65,4 % en 2018), en diminution par rapport à 1990 (66,5 %). La répartition détaillée en 2018 est la suivante : 
terres arables (61,4 %), zones urbanisées (20,5 %), forêts (11,6 %), prairies (4,1 %), milieux à végétation arbustive et/ou herbacée (1,9 %), espaces verts artificialisés, non agricoles (0,6 %). L'évolution de l'occupation des sols de la commune et de ses infrastructures peut être observée sur les différentes représentations cartographiques du territoire : la carte de Cassini (XVIIIe siècle), la carte d'état-major (1820-1866) et les cartes ou photos aériennes de l'IGN pour la période actuelle (1950 à aujourd'hui).

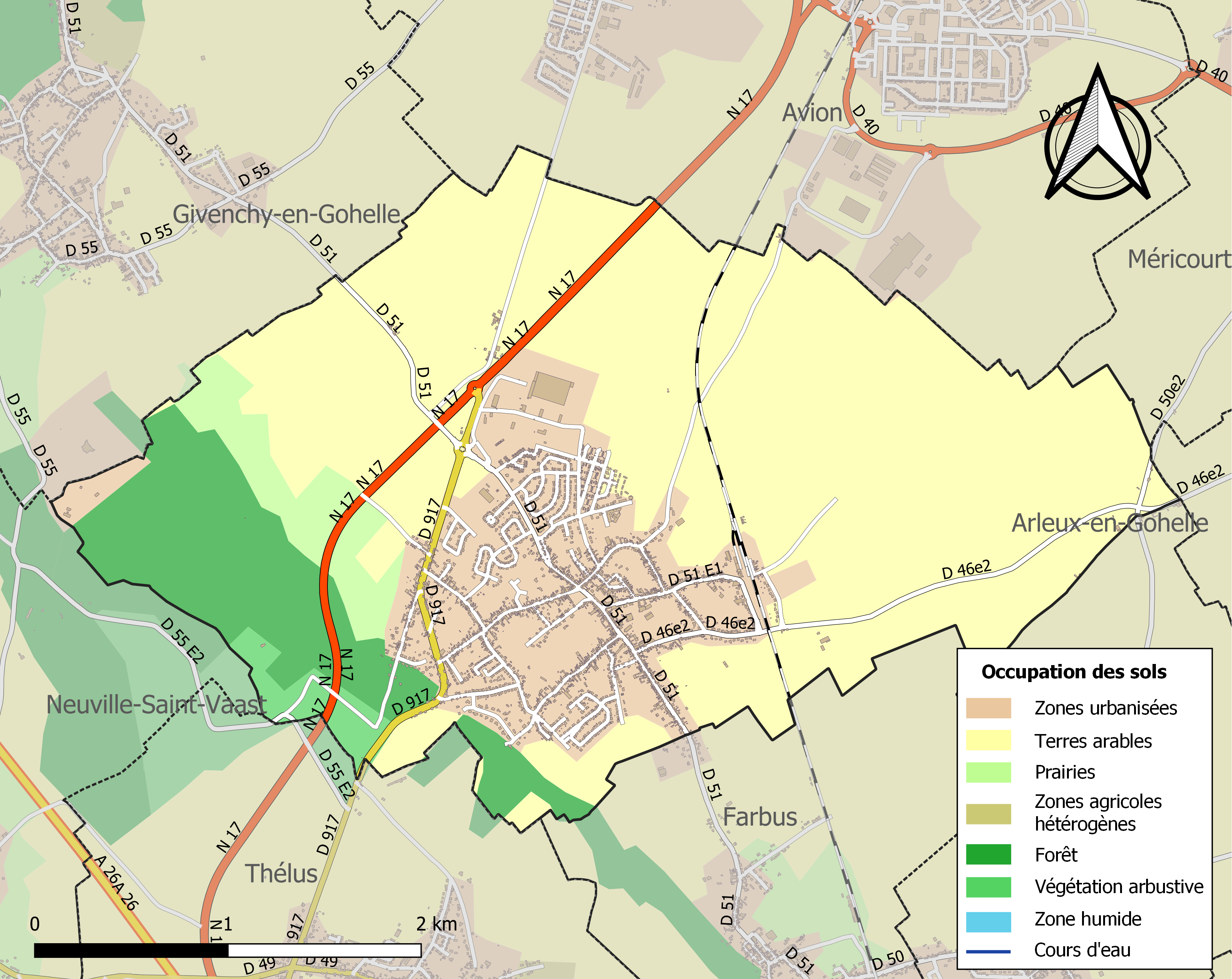
Carte des infrastructures et de l'occupation des sols de la commune en 2018 (CLC).

## Toponymie
Le nom de la localité est attesté sous les formes Vimmi (1153) ; Vimi (1154) ; Vime (1256) ; Vimiacum (1259) ; Vymi (1325) ; Vymy (1337) ; Vimy-en-le-Gohelle (1515) ; Wymy (1539) ; Wimy (1720) ; Vimis (1739).

## Histoire

### Ancien Régime
Vimy possédait autrefois le château d'Adam de Vimy datant de 1249, qui s'élevait à l'emplacement de l'actuel hôtel de ville, point culminant de la partie basse de la ville. Celui-ci a notamment été utilisé comme refuge pour accueillir les blessés de la bataille de Lens du 20 août 1648. Vimy et son château furent l'enjeu de plusieurs batailles, comme en 1349, lorsque Vimy fut attaquée par les Anglais, puis entre 1708 et 1712, lors de la guerre de Succession d'Espagne. Le château fut détruit en 1833. On découvrit alors des centaines de squelettes dans l'ancienne cour du château. Leur présence fut attribuée à la bataille de Lens et à l'utilisation du château comme hôpital militaire par les troupes de Condé, mais il semblerait plutôt qu'ils proviennent d'une nécropole romaine sur l'emplacement de laquelle fut élevé le château.
Vimy apparaît deux fois dans les albums de Croÿ,.

### Première Guerre mondiale

#### Bataille de la crête de Vimy

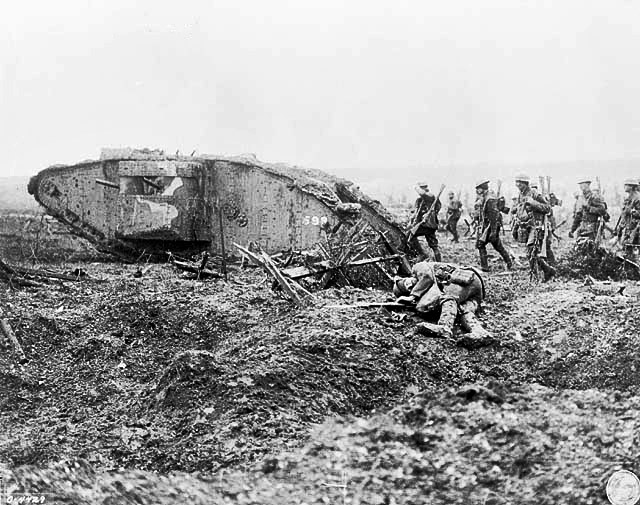
Soldats canadiens avançant sous la protection d'un char, 1917.

Du 9 au 12 avril 1917, les soldats du corps canadien du général Julian Byng attaquent la crête de Vimy pour la reprendre aux Allemands. Cette bataille est une victoire pour les Canadiens, qui réussissent à prendre la cote 145 et à réaliser tous leurs objectifs, au prix de 3 598 morts.
Cette victoire, là où les armées britanniques et françaises avaient échoué pendant plus de deux ans, donne aux troupes canadiennes le statut de troupes d'élite, permet au Canada d'avoir une position indépendante lors de la signature du traité de Versailles, et marque l'émergence de la nation canadienne[réf. nécessaire].
Le président du conseil Georges Clemenceau visite Béthune, Souchez, Ablain-Saint-Nazaire, Vimy, Roclincourt, communes non tenues par les Allemands, le 25 février 1918.
Le bourg est considéré comme détruit à la fin de la guerre et est décoré de la Croix de guerre 1914-1918, le 10 août 1920, distinction également attribuée à 276 autres communes du Pas-de-Calais,.

#### Séquelles de guerre
Une grande partie des mares que l'on voit bien en avion autour de Vimy sont en fait d'anciens trous d'obus, mais ce ne sont pas les seules séquelles de guerre. Le phénomène de remontée naturelle des obus fait qu'on trouve encore couramment des munitions non explosées dans les champs et les jardins.
Une zone boisée, interdite au public car non déminée existe encore sur le secteur canadien du mémorial canadien de Vimy, en partie pâturée par des moutons, avec possibilité de présence d'armes chimiques. 144 chambres souterraines et 30 tunnels ont été identifiés, et treize effondrements ont eu lieu, rien qu'entre 2002 et 2005, date à laquelle les historiens, malgré les efforts d'une dizaine d'historiens anglais n'avaient pas encore retrouvé les plans de toutes les sapes, tranchées et tunnels du côté allemand.
À la suite d'un rapport d'expertise du 9 avril 2001 alertant sur l'état préoccupant du stock d'obus chimiques de Vimy (jugé dans un « état de dégradation extrême », en raison du « danger d'une explosion imminente »), 12 500 habitants ont été évacués le 13 avril 2001, pour le transfert sécurisé de 55 tonnes de munitions chimiques réfrigérées, en camions blindés vers le camp de Suippes (Marne). Pour respecter les conventions internationales, les pays n'ont plus de droit de rejeter de munitions anciennes à la mer, ni de les pétarder sur la côte (comme cela s'est fait durant des décennies dans la baie de Somme).
Le projet français SECOIA de construction d'une usine de démantèlement d'armes chimiques a pris beaucoup de retard et est finalement lancé avec la Loi de programmation militaire de 2003-2008, le site pourrait être opérationnel en 2016, et les capacités belges et allemandes suffisent à peine à leurs propres besoins.
Le caractère calcaire des sols de ce secteur a limité les transferts de métaux lourds issus des munitions, mais il existe des poches un peu plus acides, en forêt notamment, et l'observation des billes de plomb des obus shrapnell dans le sol montre qu'elles ont perdu une partie de leur plomb dans l'environnement. Aucune étude écotoxicologique ne semble avoir dans ce secteur porté sur le devenir du plomb et du mercure ou d'autres éléments chimiques faisant partie des séquelles de guerre. Il est possible que localement, les champignons (et, donc, certaines espèces gibier qui s'en nourrissent), ou le bois aient pu bioconcentrer certains de ces toxiques. Il serait par exemple intéressant d'analyser les foies et reins de sangliers, faisans, bécasses, écureuils ou moutons pour évaluer une éventuelle contamination de l'écosystème.

#### Le mémorial canadien
C'est sur le territoire de la commune voisine de Givenchy-en-Gohelle que se trouve le mémorial de Vimy, le plus important monument canadien aux victimes de la Première Guerre mondiale. Le monument s'élève au sommet de la cote 145 pour laquelle se sont battus les soldats canadiens en avril 1917. Il rend hommage au rôle des Canadiens lors de ce conflit, au moyen de figures de pierre symbolisant les valeurs défendues et les sacrifices faits. Érigée entre 1925 et 1936 sur le site de la bataille de la crête de Vimy, cette œuvre d'art est le fruit du travail d'artistes canadiens, l'architecte et sculpteur canadien Walter Seymour Allward.
Les deux pylônes, représentant le Canada et la France, culminent 40 mètres au-dessus de la base du monument. En raison de l'altitude du site, la figure la plus élevée — l'allégorie de la paix — domine la plaine de Lens d'environ 110 mètres.
Le terrain d'assise du mémorial ainsi que la centaine d'hectares qui l'entoure ont été donnés au peuple canadien par la France en 1922. Cela en signe de gratitude pour les sacrifices faits par plus de 66 000 Canadiens au cours de la Première Guerre mondiale et notamment pour la victoire remportée par les troupes canadiennes en conquérant la crête de Vimy au cours du mois d'avril 1917.
En s'avançant à l'avant du monument, on peut remarquer une statue de femme voilée, tournée vers l'est, vers l'aube d'un nouveau jour. Elle représente le Canada, une jeune nation, pleurant ses fils tombés au combat. L'arête de Vimy est aujourd'hui boisée, chaque arbre a été planté par un Canadien et symbolise le sacrifice d'un soldat.
Les pierres calcaires choisies par Walter Allward viennent de Croatie. Elles sont montées sur une structure en béton. Les pierres d'origine s'étant abîmées avec le temps, des travaux de restauration ont été entrepris en 2005 et se sont achevés en 2007. La reine Élisabeth II a participé à l'inauguration le 7 avril 2007.

### Seconde guerre mondiale
Au début de la seconde guerre mondiale, lors de l'offensive allemande du printemps 1940 (bataille de France), Hitler vient réaliser par lui-même la situation en juin 1940 : le 2 juin 1940, il est à Vimy.

## Politique et administration

### Découpage territorial
La commune faisait partie de l'arrondissement d'Arras du département du Pas-de-Calais. Par arrêté préfectoral du 20 décembre 2016, la commune en est détachée le 1er janvier 2017  pour intégrer l'arrondissement de Lens.

#### Commune et intercommunalités
Vimy est membre de la communauté d'agglomération de Lens-Liévin, dite Communaupole, un établissement public de coopération intercommunale (EPCI) à fiscalité propre créé en 2000 et auquel la commune a transféré un certain nombre de ses compétences, dans les conditions déterminées par le code général des collectivités territoriales.
Cette intercommunalité succède au district de l'agglomération de Lens-Liévin, né en 1968.

#### Circonscriptions administratives
La commune était depuis 1793 le chef-lieu  du canton de Vimy. Dans le cadre du redécoupage cantonal de 2014 en France, cette circonscription administrative territoriale a disparu, et le canton n'est plus qu'une circonscription électorale.
Pour les élections départementales, la commune fait partie depuis 2014 du canton de Liévin.

#### Circonscriptions électorales
Pour l'élection des députés, la commune fait partie de la deuxième circonscription du Pas-de-Calais.

### Liste des maires
| Période                                  | Période                     | Identité            | Étiquette             | Qualité                                                                                                 |
| ---------------------------------------- | --------------------------- | ------------------- | --------------------- | --- |
| Les données manquantes sont à compléter. |                             |                     |                       | |
| ?                                        | 1885                        | Charles Duquesne    |                       | |
| Les données manquantes sont à compléter. |                             |                     |                       | |
| 1945                                     | mars 1959                   | Pierre Doré         | PCF                   | Ouvrier mineur Conseiller général de Vimy (1955 → 1958)                                                 |
| mars 1959                                | mars 1965                   | René Deligne        |                       | Professeur                                                                                              |
| mars 1965                                | juin 1995                   | Ferdinand Tirtaine  | DVD                   | Instituteur Conseiller général de Vimy (1973 → 1979)                                                    |
| juin 1995                                | avril 2014                  | Lionel Lancry       | UDF puis RPR puis UMP | Retraité Conseiller général de Vimy (1992 → 2011) Suppléant du député Charles Gheerbrant (1993 → 1997)  |
| avril 2014,                              | juillet 2020                | Jacques Larivière   | SE                    | Médecin généraliste                                                                                     |
| juillet 2020                             | juin 2021                   | Christian Sprimont  | DVD                   | Banquier à la retraite Élections municipales de 2020 annulées par le Conseil d'État ,                   |
| juin 2021                                | septembre 2021              | Délégation spéciale |                       | Présidée par Christine Toutain, avec Edith Grandamme et Anne-Marie Vancauwelaert comme vice-présidentes |
| 19 septembre 2021                        | En cours (au 13 avril 2022) | Christian Sprimont  | DVD                   | Banquier à la retraite Réélu lors de l'élection municipale partielle du 12 septembre 2021,              |

### Jumelages
La commune est jumelée avec :
| Ville | Ville    | Pays | Pays        | Période     |
| ----- | -------- | ---- | ----------- | ----------- |
|       | Fischach |      | Allemagne   | depuis 1972 |
|       | Horley   |      | Royaume-Uni | depuis 1987 |

## Population et société

### Démographie

#### Évolution démographique
L'évolution du nombre d'habitants est connue à travers les recensements de la population effectués dans la commune depuis 1793. Pour les communes de moins de 10 000 habitants, une enquête de recensement portant sur toute la population est réalisée tous les cinq ans, les populations de référence des années intermédiaires étant quant à elles estimées par interpolation ou extrapolation. Pour la commune, le premier recensement exhaustif entrant dans le cadre du nouveau dispositif a été réalisé en 2006.

En 2022, la commune comptait 4 281 habitants, en évolution de −0,02 % par rapport à 2016 (Pas-de-Calais : −0,72 %, France hors Mayotte : +2,11 %).
| 1793 | 1800 | 1806  | 1821  | 1831  | 1836  | 1841  | 1846  | 1851  |
| ---- | ---- | ----- | ----- | ----- | ----- | ----- | ----- | ----- |
| 935  | 997  | 1 056 | 1 053 | 1 075 | 1 149 | 1 212 | 1 248 | 1 254 |

| 1856  | 1861  | 1866  | 1872  | 1876  | 1881  | 1886  | 1891  | 1896  |
| ----- | ----- | ----- | ----- | ----- | ----- | ----- | ----- | ----- |
| 1 230 | 1 281 | 1 228 | 1 444 | 1 525 | 1 541 | 1 602 | 1 705 | 1 925 |

| 1901  | 1906  | 1911  | 1921  | 1926  | 1931  | 1936  | 1946  | 1954  |
| ----- | ----- | ----- | ----- | ----- | ----- | ----- | ----- | ----- |
| 2 242 | 2 382 | 2 467 | 1 925 | 2 634 | 2 691 | 2 531 | 2 691 | 2 741 |

| 1962  | 1968  | 1975  | 1982  | 1990  | 1999  | 2006  | 2011  | 2016  |
| ----- | ----- | ----- | ----- | ----- | ----- | ----- | ----- | ----- |
| 3 009 | 3 272 | 3 316 | 3 621 | 4 581 | 4 675 | 4 495 | 4 305 | 4 282 |

| 2021  | 2022  | - | - | - | - | - | - | - |
| ----- | ----- | - | - | - | - | - | - | - |
| 4 307 | 4 281 | - | - | - | - | - | - | - |

#### Pyramide des âges
En 2018, le taux de personnes d'un âge inférieur à 30 ans s'élève à 29,3 %, soit en dessous de la moyenne départementale (36,7 %). À l'inverse, le taux de personnes d'âge supérieur à 60 ans est de 30,7 % la même année, alors qu'il est de 24,9 % au niveau départemental.
En 2018, la commune comptait 2 005 hommes pour 2 245 femmes, soit un taux de 52,82 % de femmes, légèrement supérieur au taux départemental (51,50 %).
Les pyramides des âges de la commune et du département s'établissent comme suit.
| Hommes | Classe d’âge | Femmes |
| ------ | ------------ | ------ |
| 0,8    | 90 ou +      | 2,3    |
| 7,6    | 75-89 ans    | 11,5   |
| 20,5   | 60-74 ans    | 18,7   |
| 22,1   | 45-59 ans    | 23,1   |
| 18,6   | 30-44 ans    | 16,1   |
| 14,5   | 15-29 ans    | 12,1   |
| 16,0   | 0-14 ans     | 16,2   |

| Hommes | Classe d’âge | Femmes |
| ------ | ------------ | ------ |
| 0,5    | 90 ou +      | 1,6    |
| 5,6    | 75-89 ans    | 8,9    |
| 16,7   | 60-74 ans    | 18,1   |
| 20,2   | 45-59 ans    | 19,2   |
| 18,9   | 30-44 ans    | 18,1   |
| 18,2   | 15-29 ans    | 16,2   |
| 19,9   | 0-14 ans     | 17,9   |

## Culture locale et patrimoine

### Lieux et monuments
- Le Mémorial de Vimy. Le monument canadien est visité par de très nombreux touristes britanniques et canadiens. Le mémorial rend hommage aux 11 225 soldats canadiens présumés morts dans les tranchées, en avril 1917. Une partie des tranchées de la Première Guerre mondiale a été maintenue. Sur ce site se trouve le jardin de la paix canadien, réalisé en 2018, proche du centre d'interprétation Canadian Memorial Park[45].
- Le monument commémoratif.
- Le cimetière militaire de La Chaudière.
- Le cimetière britannique de Petit-Vimy.
- Le centre d'interprétation.
- Les souterrains.
- L'église Saint-Martin de Vimy.

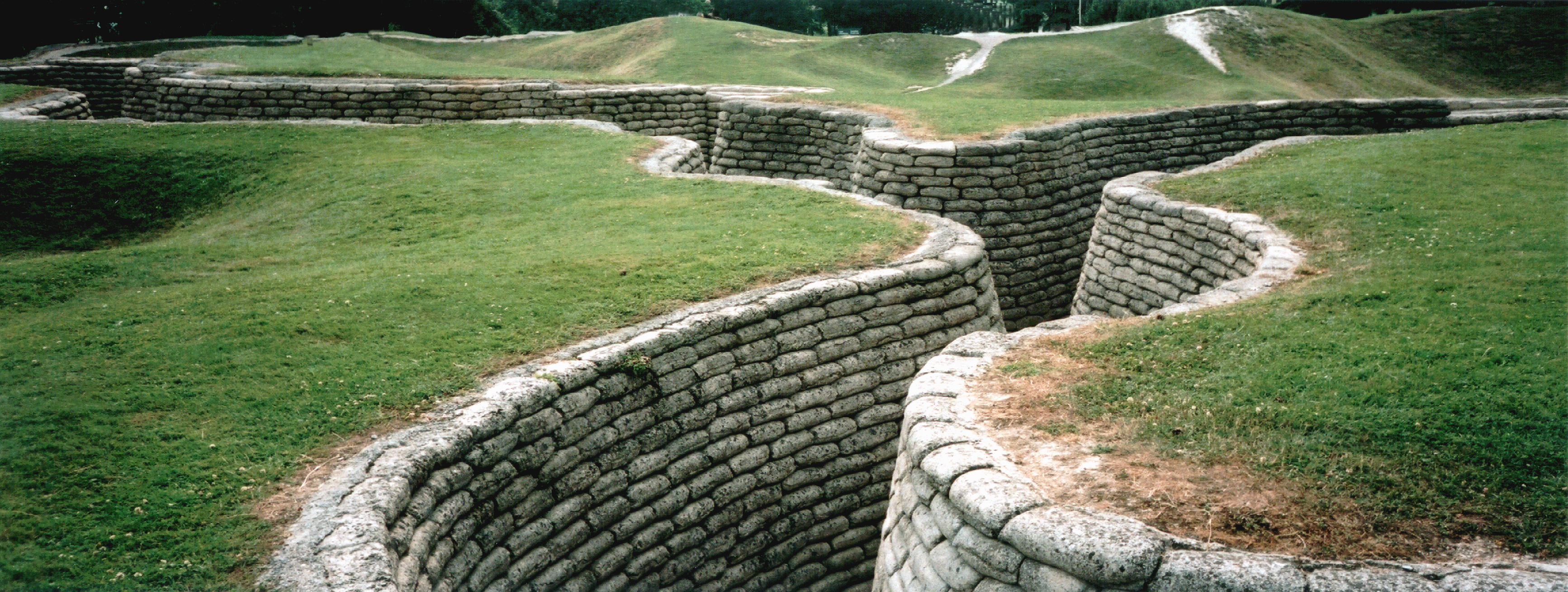
Les tranchées.
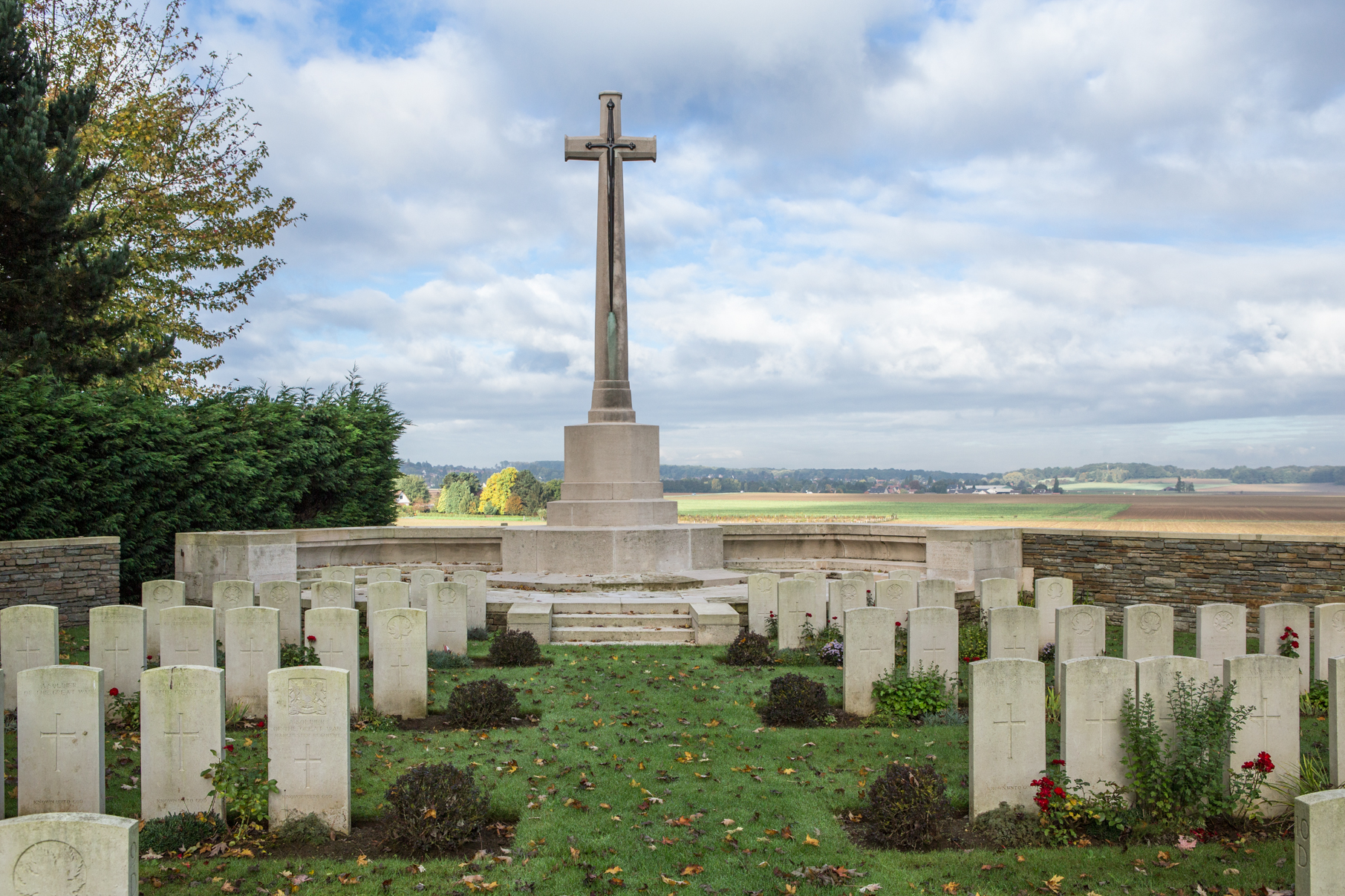
Le cimetière militaire de La Chaudière.
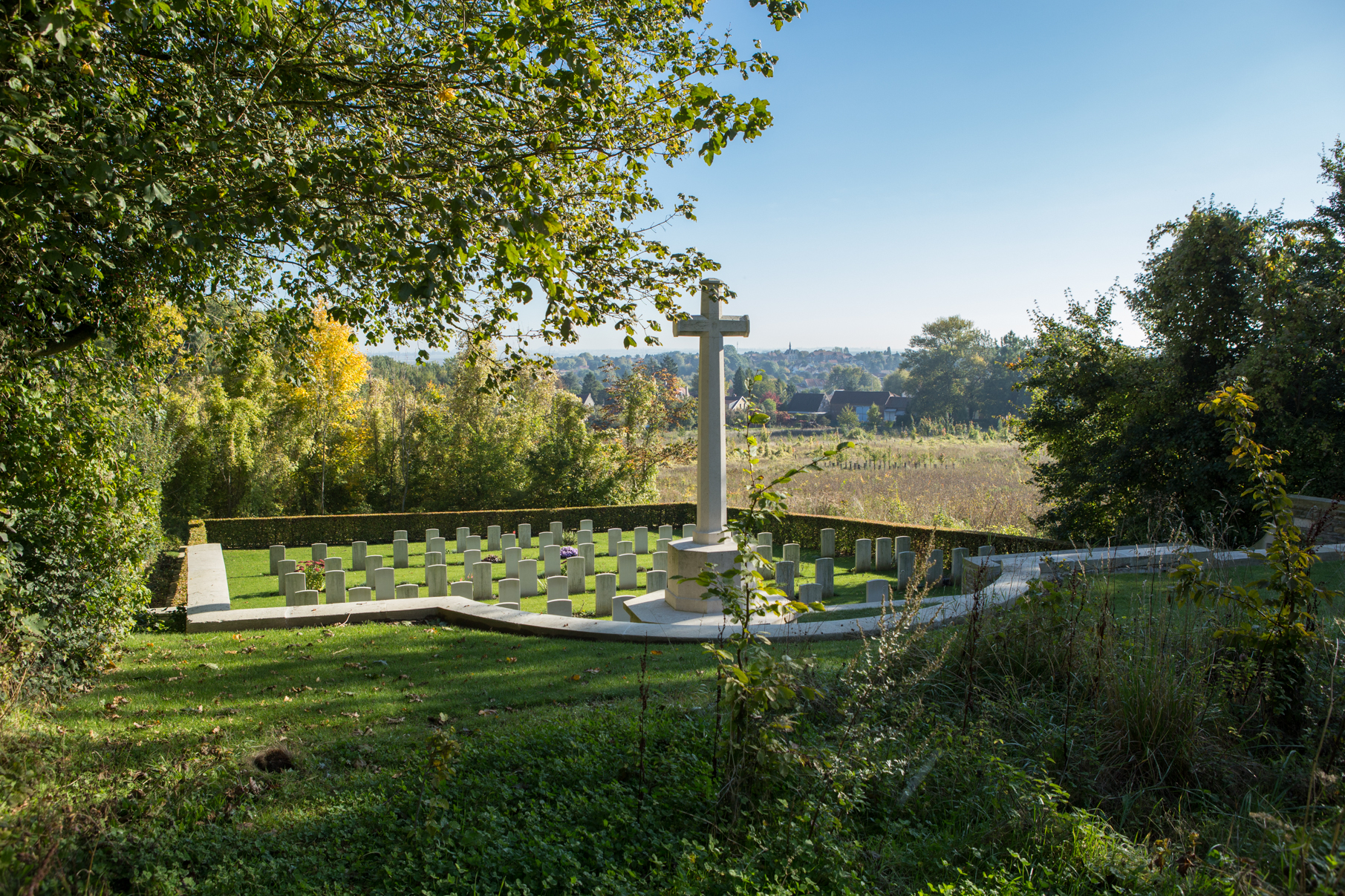
Le cimetière britannique de Petit-Vimy.
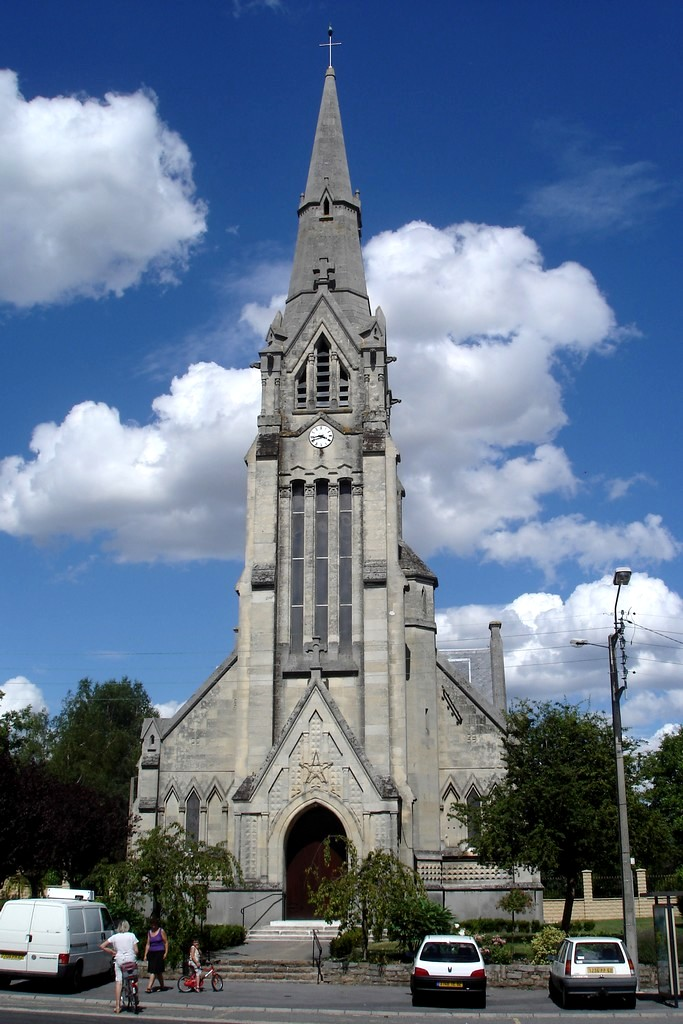
L'église Saint-Martin de Vimy.

### La commune dans les arts
- Vimy est mentionnée par Alexandre Dumas, au chapitre XXXVII de Vingt Ans après, « La veille de la bataille » ;
- La Dame d'onze heures, un film de Jean Devaivre avec Paul Meurice dans le rôle principal, se déroule pour partie à Vimy ;
- Le mémorial de Vimy qui apparaissait en pages 22 et 23 de l'ePassport canadien depuis 2013[46] en a disparu en 2023[47].
- En 1936, deux timbres, un de 75 centimes rouge-brun et un de 1,50 franc bleu sont émis. Ils représentent le monument canadien. Ils ont bénéficié d'une vente anticipée à Vimy le 26 juillet 1936. Ils portent les n° YT 316 et 317[48].
- Des scènes du film La prochaine fois je viserai le cœur ont été tournées à Vimy[49]

### Personnalités liées à la commune
- Abel Bergaigne (1838-1888), né à Vimy, indianiste et professeur de sanskrit à la Sorbonne.
- Augustin Viseux (1909-1996), mineur de fond et ingénieur des mines, mort à Vimy.
- Rino Della Negra (1923-1944), né à Vimy, résistant FTP-MOI / Groupe Manouchian.
- Danielle Gaborit-Chopin (1940-), historienne de l'art, née à Vimy.
- Claude Guéant (1945-), secrétaire général de l'Élysée (16 mai 2007-26 février 2011) puis ministre de l'Intérieur, de l'Outre-mer, des Collectivités territoriales et de l'Immigration (27 février 2011-10 mai 2012) est né et a passé toute sa jeunesse à Vimy.
- Roger Wicke (1947-), footballeur, né à Vimy.
- Didier Dubois (1967-), footballeur, né à Vimy.

### Héraldique
| Armes de Vimy | Les armes de Vimy se blasonnent ainsi : « parti : au 1) d'hermine, au 2) d'argent au rameau d'érable de sinople feuillé de trois pièces de gueules ; au chef du même. » |

## Pour approfondir